# Granarolo
Granarolo est une entreprise agro-alimentaire coopérative italienne. Elle est fondée en 1957, son siège est basé à Bologne. Elle opère dans le secteur du lait frais et des produits laitiers (lait, yaourt, desserts, crème fraîche et longue conservation, fromages frais et vieillis et aliments pour bébés à base de lait), pâtes sèches et aliments végétaux.

## Histoire

### Création
En 1957, le Consorzio Bolognese Produttori Latte a été fondé à Granarolo dell'Emilia (BO) dans le but de produire, de transformer et de commercialiser du lait, en adoptant le nom Granarolo comme marque pour la commercialisation du lait.
En 1972, la Coopérative Felsinea Latte a rejoint le consortium, donnant naissance au Consorzio Emiliano-Romagnolo Produttori Latte (CERPL), auquel se sont jointes par la suite la Coopérative Latte Estense de Ferrare, la Coopérative Produttori Latte di Forlì, la Coopérative di Ravenna et la Cooperativa di Rimini. 
Au cours des années 1980, la Coopérative Latte Estense de Ferrare et la Coopérative Produttori Latte de Forlì ont quitté le consortium, tandis que le Consortium Granterre de Modène a rejoint le CERPL et que Daunia Natura de Foggia, Sogecla d'Anzio et la Coopérative Latte Verbano de Novara (cette dernière a fait faillite en 1992) ont été rachetées. 

### La Coopérative Granlatte et Granarolo S.p.A.
En 1991, Luciano Sita (ancien directeur général de Conad et représentant de Legacoop) a été nommé président avec pour mission de fusionner avec une autre grande coopérative laitière, Giglio-Latterie Riunite de Reggio Emilia, dirigée par Alberto Galaverni. L'objectif premier était plutôt de sauver l'entreprise qui, avec un chiffre d'affaires de 542 milliards de lires, avait un "bilan complètement ruiné". De lourdes initiatives ont donc été lancées au milieu de la controverse, allant de la réduction du prix du lait donné par les agriculteurs à la fermeture de l'usine de Ferrare en passant par la vente de biens immobiliers. Une fois les comptes de résultats un peu plus soutenables, les longues négociations pour la fusion avec Latterie Riunite reprennent, mais n'aboutissent pas après la création d'une société commune entre les deux groupes dans laquelle les activités de chacun auraient dû progressivement se fondre: fin 1992, Giglio et Latterie Riunite, en situation de faillite masquée depuis un certain temps (un trou avéré de 70 milliards de lires), sont rachetées pour 50 milliards de lires par Parmalat.
Toujours en 1992, le CERPL a créé la société Granarolo Felsinea S.p.A., une restructuration d'entreprise réalisée avec la collaboration du studio Luigi Guatri de Milan et conçue pour l'objectif de Reggio Emilia, aujourd'hui abandonné. Le passage de la coopérative à la société anonyme et donc le transfert des marques et du marché à une société anonyme (qui a également fait l'objet de vives critiques dans le monde coopératif) a créé des plus-values qui ont permis à l'entreprise de faire face à la crise économique qui n'était pas terminée et qui s'est même aggravée avec la dévaluation de la lire. Au début de l'année 1993, l'entreprise n'avait plus d'argent et les fournisseurs n'accordaient plus de crédit. Un nouveau plan de sauvetage a donc été lancé avec une forte réduction des coûts qui a également touché les employés : 143 personnes sur 1.131 ont été laissées à la maison.
Les acquisitions réalisées dans les années 1990 ont concerné les entreprises suivantes: Dilat S.p.A. de Soliera, Latte San Giorgio de Locate di Triulzi (MI) en 1994, Interpack S.r.l. de Gualtieri (Reggio Emilia), Latte Cerulli de Teramo, Fiore S.r.l. d'Udine et Sail S.p.A. de Bari (opérant dans les Pouilles sous la marque "Perla"). En 1998, le consortium contrôlant Granarolo Felsinea S.p.A. a pris le nom de Granlatte et l'année suivante Granarolo Felsinea a pris le nom de Granarolo S.p.A..

### 2000-2010: la campagne d'acquisition se poursuit
En 2000, Granarolo a réalisé d'autres acquisitions: La Centrale del Latte de Milan pour 129,2 milliards de lires (battant la concurrence de Yomo aux enchères dans une guerre d'enchères qui avait commencé à 107 milliards de lires), Vogliazzi Specialità Gastronomiche à Vercelli pour 15 milliards de lires (l'idée de Granarolo était d'enrichir les perspectives de l'entreprise avec de la nouvelle gastronomie en vue d'une cotation en bourse, qui a ensuite été reportée et Vogliazzi a été revendue), la Centrale del Latte di Viterbo "Alto Lazio", la moitié du capital de la Centrale del Latte di Calabria S.p.A. et Latte Bianchi di Mogliano Veneto (Trévise). Par ailleurs, l'acquisition de la Centrale del Latte di Vicenza (adjugée pour 58 milliards de lires dans le cadre d'un appel d'offres avec la Centrale del Latte di Torino) a été annulée en raison du refus de l'Antitrust. Motif: risque de position dominante.
En outre, en 2004, elle a acquis "dans le cadre d'une négociation très compliquée" auprès de la famille Vesely le groupe Yomo (en si grande difficulté qu'il avait mis en gage 96% de ses actions auprès de Banca Intesa et se trouvait à la croisée des chemins: concordat ou faillite), comprenant les marques Yomo, Torre in Pietra (à l'exclusion de Latte), Mandriot, Pettinicchio et Merlo et les établissements de Pasturago (Yomo), Sermoneta (Pettinicchio) et Acqui Terme (Merlo).
L'ancien groupe Yomo comprenait également le CSL (Centro Sperimentale del Latte), qui se consacrait à la production de ferments lactiques à usage alimentaire et pharmaceutique (vendu au groupe Sacco en 2013). La famille Vesely a demandé un concordat judiciaire pour le groupe, dont la procédure a été clôturée le 23 mars 2006. C'est également à cette date que la transaction a été finalisée : Granarolo a payé un total de 140,8 millions d'euros pour l'acquisition de Yomo, grâce également à un prêt de 71 millions d'euros de Banca Intesa. Une opération onéreuse qui a laissé de lourdes traces dans le bilan 2006 de Granarolo et dans celui de 2007. Toujours en 2006, l'établissement "historique" de Centrale del Latte à Milan est fermée. La production est transférée dans l'ancienne établissement Yomo à Pasturago.
En 2008, une réorganisation du groupe a entraîné le recours au fonds de licenciement, la fermeture de la filiale Agriok (opérant dans le secteur de la traçabilité de la chaîne d'approvisionnement), la fermeture de l'usine de Rimini et la vente de la laiterie de Sermoneta (en conservant la marque Pettinicchio) et d'Acqui Terme (en vendant la marque Merlo).
Malgré ces problèmes financiers, Sita a également essayé de réaliser un projet qu'il poursuivait depuis un certain temps après le départ de Calisto Tanzi en 2003 et l'effondrement de Parmalat, qui a abouti à une administration extraordinaire avec Enrico Bondi comme commissaire: créer une grande entreprise laitière italienne en regroupant Granarolo et Parmalat afin de concurrencer Danone et Lactalis et, en même temps, d'empêcher la vente de Parmalat à l'étranger. Avec la contribution de McKynsey, un projet est réalisé qui prend les contours d'un projet-pays pour l'industrie agroalimentaire italienne et que Sita illustre ensuite à Rome devant des ministres, des syndicats et des banquiers, rencontrant surtout beaucoup de scepticisme. Entre-temps, en 2011, Parmalat sera racheté par Lactalis qui possède déjà en Italie des marques historiques comme Galbani, Invernizzi et Locatelli. L'antitrust a approuvé l'ensemble de l'opération.
En 2009, après dix-huit ans, Luciano Sita a quitté la direction de l'entreprise. Il a été remplacé par Gianpiero Calzolari, président de Legacoop Bologna avec une expérience d'administrateur public en tant que maire de Monzuno. En l'espace de quelques années, Granarolo a changé l'ensemble de sa direction.
En 2010, Zeroquattro S.r.l. a été fondée au sein du Groupe, une société de services logistiques intégrés avec une vocation spécifique, mais non exclusive, pour le transport et la distribution de produits alimentaires frais, gérés dans une chaîne réfrigérée, de 0°C à 4°C.
Sur le plan de l'engagement social, Granarolo est l'un des promoteurs, avec CEFA Onlus, de l'Africa Milk Project, un projet de coopération internationale pour l'autodéveloppement, dont l'objectif est de créer une chaîne d'approvisionnement en lait à Njombe, l'un des districts les plus pauvres de Tanzanie.

### 2011-2014: de l'internationalisation au premier milliard
En 2011, Granarolo a inauguré un plan stratégique d'internationalisation fondé sur quatre piliers principaux : croissance de la taille, diversification des produits, marchés et pays. Dans cette perspective de développement à l'étranger, Granarolo Iberica S.L. a été fondée, active dans la distribution de produits alimentaires en Espagne, et les entreprises laitières italiennes Lat Bri, une entreprise de Brianza appartenant à la famille Cogliati, troisième producteur de fromages frais en Italie, et Ferruccio Podda, une entreprise sarde avec 60 ans d'histoire, ont été acquises, représentant l'entrée du groupe dans les fromages affinés. 
Granarolo International naît et lance sa première opération en France avec l'acquisition du groupe laitier français CIPF Codipal, qui fait partie de la holding Compagnie du Forum SAS, un opérateur français actif dans la production et la distribution de fromages frais et affinés sous les marques Casa Azzurra, Les Fromagers de Ste Colombe et Les Fromagers de St Omer.
Les opérations ultérieures à l'étranger ont vu la création de Granarolo UK, une société pour l'exportation de fromage au Royaume-Uni, l'ouverture de la première succursale commerciale à Shanghai, en Chine, et le partenariat avec le groupe Vivartia, un producteur laitier grec Delta Foods S.A., pour la distribution de yaourts et de fromages grecs en Italie.
Dans le contexte national, un partenariat a été signé avec Amalattea S.p.A., qui opère dans la production et la commercialisation de lait de chèvre et de ses dérivés, et l'acquisition de la laiterie toscane Pinzani, spécialisée dans la production de fromage de brebis "au lait cru". Les activités de RSE comprennent Allattami, la Banque de lait maternel donné de Bologne, un projet de collecte de lait humain en collaboration avec le Polyclinique Sant'Orsola de Bologne. 
L'année 2014 s'est achevée sur un chiffre d'affaires de plus d'un milliard d'euros. 

### 2015-aujourd'hui: Expo et nouvelles acquisitions
À l'Expo Milano 2015, Granarolo représente la chaîne d'approvisionnement italienne en lait de qualité, partenaire du pavillon italien, qui enregistre plus de 510.000 visiteurs de plus de 30 pays, et Africa Milk Project est sélectionné, premier parmi 800 projets dans le monde, comme meilleure pratique dans la catégorie "Développement durable des petites communautés rurales dans les zones marginales".
Plusieurs acquisitions s'inscrivent dans la stratégie de diversification des produits visant à renforcer la présence du groupe sur les marchés internationaux: Gennari S.p.A., une société basée à Parme spécialisée dans la production de Parmigiano Reggiano et de Jambon de Parme; Pastificio Granarolo, qui produit et commercialise des pâtes aux œufs et à la semoule; et Conbio, une société italienne spécialisée dans la production de produits alimentaires d'origine végétale et biologique.
Fin 2016, le Groupe a remporté, par le biais d'une vente aux enchères compétitive, Pandea Dietetica S.r.l., une société opérant à Parme depuis 1946 et spécialisée dans la production de produits de boulangerie avec et sans gluten, et a annoncé l'acquisition de 30% (portée à 60% en 2017) de San Lucio S.r.l., la société propriétaire de GrokSì!, une marque liée à un snack innovant à base de fromage cuit, obtenu à l'aide d'une méthode brevetée.
Sur le plan international, par le biais de la filiale Granarolo International S.r.l., Granarolo Chile a été créée, avec l'acquisition de Bioleche Lacteos. Granarolo Chile a été créée, avec l'acquisition de Bioleche Lacteos, et de nombreuses acquisitions ont été signées: une participation de 25% dans European Foods Ltd, importateur et distributeur de produits Made in Italy en Nouvelle-Zélande, Yema Distribuidora de Alimentos Ltda, société spécialisée dans la production et la commercialisation de produits laitiers au Brésil avec deux sites de production de production, Vinaio OÜ, rebaptisée Granarolo Baltics OÜ, société opérant dans la commercialisation de produits laitiers et l'importation de produits italiens de qualité en Estonie, Matric Italgross AB, une société suédoise qui distribue des marques italiennes, et Comarsa SA, une société qui distribue des produits alimentaires Made in Italy en Suisse, Allfood Importação, Indùstria e Comércio SA Brazil, un importateur et distributeur de premier plan de produits européens typiques au Brésil, et 50% de Quality Brands International Greece, un important distributeur grec.
En 2017, année du 60e anniversaire de Granarolo, l'entreprise a enregistré un chiffre d'affaires de 1,27 milliard d'euros, soit une augmentation de 7,8%. L'Ebitda était de 70,1 millions d'euros (en baisse de 13%) ; le bénéfice a également diminué, passant de 22,6 millions d'euros en 2016 à 10,1 millions d'euros en 2017. Dans la répartition du chiffre d'affaires, les ventes à l'étranger ont augmenté (de 17% à 20%), l'Italie a diminué (de 77% à 72%), et les ventes en dehors de l'UE sont passées de 6% à 8%. L'Inde est le principal marché asiatique de l'entreprise, notamment pour les produits laitiers.
En février 2018, l'entreprise a acquis Midland Food Group, basé à Londres et deux plateformes de distribution entre Birmingham (où il y a également des productions) et Basingstoke. En avril 2019, elle a acquis une participation majoritaire dans la société Venchiaredo en Frioul, spécialisée dans la production de fromage stracchino, qui emploie 80 personnes et réalise un chiffre d'affaires de près de 27 millions d'euros, devenant ainsi le deuxième producteur italien de stracchino.
Afin de recentrer ses activités dans le secteur du lait et des produits laitiers, Granarolo vend l'unité commerciale Pandea à Morato Pane en octobre 2020. En décembre 2020, la vinaigrerie Fattorie Giacobazzi est vendue à Monari Federzoni S.p.A. En avril 2021, le groupe Granarolo a acquis 60% de Mulino Formaggi S.r.l. auprès de Mulino Alimentare S.p.A., faisant passer sa part de 40% à 100% du capital. Mulino Formaggi S.r.l. a été créée à Parme en 2018 à la suite de la rencontre de réalités fortement présentes sur le territoire et spécialisées dans le conditionnement et la commercialisation de fromages à pâte dure italiens dans le monde entier. En mai 2021, Granarolo a annoncé l'acquisition de 49% de Granarolo UK Ltd et a augmenté sa participation de 51 % à 100 % en vue de consolider sa présence au Royaume-Uni, comme elle l'a fait en France.
En octobre 2021, Granarolo annonce l'acquisition de 100% de Calabro Cheese Corp, une entreprise américaine basée dans le Connecticut qui produit et commercialise des produits laitiers tels que la ricotta, la mozzarella et la burrata, et de Mario Costa, un producteur de Gorgonzola AOP.
En mai 2022, Granarolo a annoncé l'acquisition de la majorité des actions de White & Seeds, une start-up qui promeut des produits protéinés adaptés aux athlètes.
En juillet 2022, Granarolo a acquis 60% de Industria Latticini G. Cuomo S.r.l., une entreprise historique spécialisée dans la production de mozzarella, de ricotta et de fromages de lait de vache.
En 2022, Standard Ethics a attribué une note de durabilité de " E+ " sur une échelle de F à EEE dans le SE Food & Beverage Sustainability Italian Benchmark.
Avec CEFA Onlus, le projet AfricHand prend forme en 2022, un projet de chaîne d'approvisionnement en lait au Mozambique, dans la région de Beira. Une usine de production est inaugurée en septembre 2022.
En septembre 2023, Simona Caselli est nommée présidente de Granlatte, rejoignant ainsi Gianpiero Calzolari, qui reste président de Granarolo S.p.A..
En octobre 2023, le conseil d'administration de Granarolo S.p.A. a approuvé le plan stratégique 2024-2027 avec des investissements de plus de 300 millions d'euros principalement dans des projets de croissance durable. L'approbation du plan fait suite à l'augmentation de capital de 160 millions d'euros définie à la fin de mars 2023, qui a vu l'entrée simultanée dans l'actionnariat de Granarolo S.p.A. de Patrimonio Rilancio – Fondo Nazionale Strategico (FNS - Fonds National Stratégique), géré par Cassa Depositi e Prestiti (CDP), et de ENPAIA - Ente Nazionale di Previdenza per gli addetti e gli impiegati in Agricoltura (Institut national de sécurité sociale des ouvriers et employés agricoles).
Granarolo est devenu partenaire de CEFA onlus, une ONG basée à Bologne et fondée par Giovanni Bersani, après avoir travaillé ensemble pendant deux décennies en Tanzanie et au Mozambique.
En mars 2024, Granarolo a signé un accord avec Maremma 1961 S.r.l. pour reprendre l'unité commerciale liée à la production et à la commercialisation du lait du Consorzio Produttori Latte Maremma, dont l'usine de production se trouve à Grosseto. L'activité liée à la collecte et à la livraison du lait reste sous la responsabilité du Consorzio Produttori Latte Maremma soc.agr.coop, chargé de fournir du lait à Maremma 1961 et de garantir la même territorialité et la même qualité des produits de la marque Latte Maremma.

## Structure de l'entreprise
Granarolo S.p.A. est contrôlée par Granlatte (63,14%); les autres actionnaires sont Intesa Sanpaolo (14,95%), Fondo Nazionale Strategico (15,27%), Enpaia (4,58%). 2,06 % sont des actions propres.
Le Consortium Granlatte est une société coopérative, membre de Legacoop et de Confcooperative. La coopérative comprend 421 agriculteurs individuels affiliés et 2 coopératives de collecte pour un total de 475 producteurs de lait. Granlatte opère dans 11 régions d'Italie : Emilie-Romagne, Piémont, Lombardie, Vénétie, Frioul-Vénétie Julienne, Latium, Campanie, Pouilles, Basilicate, Molise et Calabre (mise à jour 31/12/2024).
- Les sociétés italiennes de Granarolo S.p.A. sont les suivantes[36]:

- Casearia Podda S.r.l. (100% par Granarolo S.p.A.): opère en Sardaigne et à l'étranger et produit du pecorino, du yaourt et du fromage frais.
- Unconventional S.r.l. (100% par Granarolo S.p.A.): dédiée à la production et à la vente de produits végétaux gastronomiques.
- Pastificio Granarolo S.r.l. (50% par Granarolo S.p.A.): entreprise active dans la production et la commercialisation de pâtes aux œufs et à la semoule.
- Centrale del Fresco S.r.l. (détenue à 100% par Granarolo S.p.A.) : gère les magasins et les boutiques de Granarolo.
- Zeroquattro Logistica S.r.l. (détenue à 100% par Granarolo S.p.A.): cette société est responsable du développement et de la gestion commerciale des canaux de vente provisoires (Normal Trade et Ho.re.ca.) et de la distribution fractionnée aux points de vente.
- San Lucio S.r.l. (60% par Granarolo S.p.A.): producteur de snacks au fromage.
- Venchiaredo S.p.A (97% par Granarolo S.p.A.), une entreprise spécialisée dans la production de fromage stracchino.
- Industria Latticini G. Cuomo S.r.l. (100% par Granarolo S.p.A.): entreprise historique spécialisée dans la production de mozzarella et de fiordilatte.
- White and Seeds S.r.l. (51% par Granarolo S.p.A.): start-up spécialisée dans les aliments protéiques.
- Valetti S.r.l. (100% par Granarolo S.p.A.): société de distribution au point de vente.
- Maremma 1961 S.r.l. (100% par Granarolo S.p.A.): société qui gère la branche de production et de commercialisation du lait du Consorzio Produttori Latte Maremma, une coopérative toscane historique avec une forte présence commerciale dans la région.

- Les sociétés étrangères de Granarolo S.p.A. sont les suivantes[36]:

- Granarolo Benelux Sarl (100% de Granarolo S.p.A.)
- Granarolo France SAS (100% de Granarolo S.p.A.) → Granarolo Deutschland GmbH (100% de Granarolo France) → S.A.S. CIPF Codipal (100% de Granarolo France) → S.A.S. Les Fromagers de St Omer (100% de Granarolo France).
- Granarolo Baltics OÜ (55% de Granarolo S.p.A.)
- Granarolo Suisse SA (89% par Granarolo S.p.A.)
- Granarolo Nordic AB (100% de Granarolo S.p.A.)
- Granarolo Hellas SA (60% par Granarolo S.p.A.)
- Granarolo UK Ltd (100% de Granarolo S.p.A.) ⟶ Midland Chilled Food UK (100% de Granarolo UK Ltd)
- Granarolo Polska sp. z o.o. (100% par Granarolo S.p.A.)
- Allfood Importação Indústria e Comércio SA (60% par Granarolo S.p.A. et 40% par Yema Distribuidora de Alimentos Ltda.)
- Yema Distribuidora de Alimentos Ltda. (100% par Granarolo S.p.A.)
- Granarolo Chile S.p.A. (100% de Granarolo S.p.A.)
- Granarolo New Zealand Ltd (100% par Granarolo S.p.A.)
- Granarolo USA (52% de Granarolo S.p.A.) → Calabro Cheese Corp. (100% de Granarolo USA).
- Granarolo Trading Shanghai Co.Ltd (100% par Granarolo S.p.A.)

## Sites de production
Le groupe opère à travers 23 sites de production : 15 situés au niveau national, 2 en France, 3 au Brésil, 1 en Nouvelle-Zélande, 1 en Allemagne et 1 aux États-Unis.
Établissements en Italie
Bologne
- Lait ESL
- Crème fraîche
- Mozzarella

Castelfranco Emilia (MO)
- Parmigiano Reggiano AOP

Pasturago di Vernate (MI)
- Lait ESL
- Lait UHT
- Yaourts et desserts

Usmate Velate (MB)
- Mozzarella
- Mascarpone
- Ricotta
- Snacks au fromage

Soliera (MO)
- Lait UHT
- Lait ESL
- Boissons végétales
- Parmigiano Reggiano AOP

Casalino (NO)
- Gorgonzola AOP

Aprilia (LT)
- Mozzarella

Gioia del Colle (BA)
- Mozzarella
- Burrata
- Stracciatella
- Lait ESL
- Lait UHT
- Crème UHT

Castrovillari (CS)
- Lait ESL
- Lait UHT
- Caciocavallo Silano AOP
- Provola
- Ricotta

Sestu (CA)
- Pecorino Sardo AOP
- Pecorino Romano AOP
- Ricotta
- Fromages de chèvre
- Yoghourt

Montemiccioli (PI)
- Pecorino Toscano AOP
- Fromages de brebis
- Ricotta

Grosseto
- Lait ESL

Coriano (RN)
- Gastronomie végétale

Ramuscello (PN)
- Stracchino

Granarolo dell'Emilia (BO)
- Pâtes

Établissements hors d'Italie
- Campagne-lès-Wardrecques (France)
- Saint-Genix-sur-Guiers (France)
- Auckland (Nouvelle-Zélande)
- Grünenbach (Allemagne)
- Andrelândia (Brésil)
- Sao Paulo (Brésil)
- Guareí (Brésil)
- East Haven (USA)